# Groß-Radischen
Groß-Radischen ist eine Ortschaft und als Großradischen eine Katastralgemeinde der Gemeinde Eisgarn im Bezirk Gmünd in Niederösterreich mit 209 Einwohnern (Stand 1. Jänner 2024).

## Geografie
Der Ort Groß-Radischen liegt nordöstlich von Eisgarn inmitten mehrerer Teiche, von denen der größte der Groß-Radischen-Teich ist. Weitere Ortsteile sind Guggus und Teilhof, die Schleritzmühle sowie die Einzellagen Bocksbühel (früher auch Bäckskuhlhäuser) und Teichhäuser. Im Westen führt die Waidhofener Straße vorüber, von der das Dorf gut erreichbar ist. Am 1. April 2020 umfasste die Ortschaft 94 Adressen.

## Geschichte
Groß-Radischen zählte über viele Jahrhunderte zur Herrschaft Litschau. Die ortsansässigen Bauern betrieben Ackerbau und Viehzucht, nicht wenige widmeten sich auch der Weberei. Im Jahr 1822 wurde der Ort als Dorf mit 25 Häusern genannt, das nach Eisgarn eingepfarrt war, wohin auch die Kinder eingeschult wurden. Die Herrschaft Litschau besaß die Ortsobrigkeit, übte die Landgerichtsbarkeit aus, besorgte die Konskription und hatte die Grundherrschaft inne.
Laut Adressbuch von Österreich waren im Jahr 1938 in der Ortsgemeinde Groß-Radischen zwei Gastwirte, zwei Gemischtwarenhändler, ein Marktfahrer, zwei Mühlen samt Sägewerk, ein Maurermeister, ein Schmied, zwei Schuster, ein Trafikant und mehrere Landwirte ansässig. Im Jahr 1972 trat die Ortschaft zusammen mit Wielings der Gemeinde Eisgarn bei.

## Siedlungsentwicklung
1590/91 zählte Groß-Radischen 22 untertänige Häuser; 1751 zählte der Ort 21 untertänige Häuser.
Zum Jahreswechsel 1979/1980 befanden sich in der Katastralgemeinde Großradischen insgesamt 85 Bauflächen mit 37.800 m² und 47 Gärten auf 8.938 m², 1989/1990 waren es 88 Bauflächen. 1999/2000 war die Zahl der Bauflächen auf 336 angewachsen und 2009/2010 waren es 173 Gebäude auf 361 Bauflächen.

## Öffentliche Einrichtungen
In Groß-Radischen gibt es einen Kindergarten.

## Landwirtschaft
Die Katastralgemeinde ist landwirtschaftlich geprägt. 467 Hektar wurden zum Jahreswechsel 1979/1980 landwirtschaftlich genutzt und 320 Hektar waren forstwirtschaftlich geführte Waldflächen. 1999/2000 wurde auf 449 Hektar Landwirtschaft betrieben und 329 Hektar waren als forstwirtschaftlich genutzte Flächen ausgewiesen. Ende 2018 waren 420 Hektar als landwirtschaftliche Flächen genutzt und Forstwirtschaft wurde auf 332 Hektar betrieben. Die durchschnittliche Bodenklimazahl von Großradischen beträgt 20,2 (Stand 2010).